# راه‌آهن هیمالیایی دارجیلینگ
راه‌آهن هیمالیایی دارجیلینگیکی از راه آهن‌های باریک است که جالپایگوری را به دارجیلینگ متصل می‌کند.یونسکو در سال ۱۹۹۹ آن را به عنوان یکی از بناهای میراث فرهنگی جهان معرفی کرد، این دومین راه آهنی بود که افتخار ثبت شدن در ردیف آثار میراث فرهنگی جهان نصیبش می‌شد. بین ۱۸۷۹ و ۱۸۸۱ ساخته شده‌است و حدود ۸۶ کیلومتر (۵۳ مایل) طول دارد